# Ronald Fisher
Sir Ronald Aylmer Fisher (født 17. februar 1890, død 29. juli 1962) var en engelsk statistiker, evolutionsteoretiker og genetiker. Han udviklede en matematisk model for hvor hurtigt seksuel selektion kunne resultere i markante ændringer i en art, den såkaldte runaway-teori.
Han var central i udviklingen af den matematiske statistik og skrev flere klassiske bøger i området.

## Delvis bibliografi
- Ronald Aylmer Fisher, Statistical Methods for Research Workers. Først udgave 1925. Flere udgaver. ISBN 0-05-002170-2.
- Ronald Aylmer Fisher, The design of experiments. 1935. ISBN 0-02-844690-9.